# Aulonemia
Aulonemia es un género de plantas herbáceas perteneciente a la familia de las poáceas. es originario de Centroamérica desde México a Costa Rica.

## Descripción
Son bambúes cortos a medianos; con rizomas paquimorfos. Tallos débilmente leñosos, cilíndricos, fistulosos; ramas una por nudo, frecuentemente tan gruesas como el tallo principal. Hojas del tallo con las vainas persistentes, seudopecioladas, con lígulas externas e internas; setas orales ausentes o presentes; láminas reflexas, deciduas. Hojas de las ramas seudopecioladas, con lígulas externas e internas, la interna membranácea; setas orales generalmente presentes, raramente ausentes; láminas anchas, generalmente ovadas, a veces lanceoladas o linear-lanceoladas, acuminadas. Inflorescencia una panícula abierta. Floración monocárpica, simultánea. Espiguillas pediceladas, con 2 a numerosos flósculos; desarticulación arriba de los flósculos estériles y entre los fértiles; glumas 2; flósculos 1-2 inferiores estériles, raramente fértiles; flósculos fértiles 1-varios, bisexuales; raquilla generalmente terminando en un flósculo estéril; lemas 7-13-nervias, agudas o aristadas; lodículas 3; estambres 3; estigmas 2. Fruto una cariopsis; hilo linear.

## Taxonomía
El género fue descrito por Justin Goudot y publicado en Annales des Sciences Naturelles; Botanique, sér. 3 5: 75. 1846. La especie tipo es: Aulonemia queko Goudot. 

## Especies seleccionadas
- Aulonemia cingulata McClure et L. B. Sm.
- Aulonemia fulgor Soderstr.
- Aulonemia intermedia McClure et L. B. Sm.
- Aulonemia jauaensis Judz. & Davidse
- Aulonemia longiaristata L. G. Clark et Londoño
- Aulonemia pumila L. G. Clark et Londoño
- Aulonemia robusta L. G. Clark et Londoño